# Décompensation
En médecine, on distingue :
- la décompensation physiologique (dégradation physiologique, souvent brutale, d'un organe ou d'un organisme qui était jusqu'alors maintenu en équilibre (homéostasie) par des mécanismes de compensation qui empêchaient la survenue de ce dérèglement) ;
- la décompensation psychologique ou psychiatrique (quand une personne confrontée à une pression ou un stress intense, voit ses mécanismes d'adaptation ou de défense habituels s'effondrer, ce qui peut générer des symptômes psychologiques ou physiques, souvent liés à des troubles sous-jacents qui étaient antérieurement bien compensés).

Dans les deux cas, il peut s'agir d'une urgence médicale. Si un organe ou un système vital (comme le cœur, les poumons, les reins ou le cerveau) cesse de fonctionner correctement, cela peut nécessiter une intervention d'urgence immédiate ; par exemple, une décompensation cardiaque (insuffisance cardiaque aiguë) ou respiratoire peut en quelques minutes mettre la personne en danger de mort. Une décompensation psychologique ou psychiatrique peut conduire à des comportements mettant en danger la vie du patient et/ou d'autrui (via des pensées suicidaires, des actes violents ou une détresse émotionnelle extrême).
Face à une décompensation psychique, un soutien psychologique, une prise en charge médicale, ou un accompagnement psychiatrique peuvent être nécessaires, pour aider l'individu à retrouver un équilibre.

## En médecine d'urgence
Dans un contexte de crise (canicule, sécheresse, inondation grave, accident technologique, pandémie grippale, épidémie de choléra...), des personnes vulnérables sont souvent massivement victimes de décompensation ; c'est en particulier le cas pour les personnes âgées, sans-domiciles fixes, réfugiés ou tous autres patients touchés par des :
- maladies chroniques respiratoires[1] ;
- maladies chroniques neurovasculaires ;
- maladies chroniques cardiovasculaires[1] ;
- maladies nécessitant une prise constante de médicaments[1].

En contexte de crise à grande échelle, ces patients peuvent affluer vers les services d'urgence qui manquent alors de moyens humains, médicamenteux ou simplement de lits d'hospitalisation et de réanimation.
Les pays riches ne sont pas épargnés, comme on l'a vu dans les cas de canicules (surmortalité estimée à 15 000 morts en France et 70 000 pour l'Europe en 2003) ou encore durant la pandémie de COVID, sur un plan respiratoire selon la Revue médicale suisse. Dans ce cas les coups de chaleur, la déshydratation sont sources de décompensations respiratoires, neurovasculaires et cardiovasculaires.
L'Institut de veille sanitaire (InVS) a évalué les grands risques pour la France métropolitaine, et proposé des voies d'adaptation pour la veille sanitaire et la recherche et a publié, fin 2010, une Note de position.

## En psychiatrie
Selon Jean Bergeret, la structure du psychisme est une organisation profonde et stable. Elle peut être évaluée via l'analyse psychopathologique dans une démarche clinique.
Il existe deux grands types de structures (névrotique, psychotique) et une « astructuration » (organisations limites) .
Cette structuration du psychisme permet une prédiction du risque de trouble psychique et de sa forme : elle détermine les modalités de réaction aux événements et situations vitales. Elle détermine donc la nature des mécanismes de défense, qui seront les symptômes de la pathologie mentale.
Lorsqu'un événement déborde les capacités d'adaptation du sujet, on parle d'un événement « traumatique ». Le caractère « traumatique » vient de la nature de cet événement, combinée à l'organisation de la mémoire subjective et à la structure psychique du sujet. Si la combinaison de cet événement et de la structure du sujet entraîne un trouble psychique, on parle alors de décompensation.
La structure psychique du sujet détermine donc un potentiel de décompensation (vulnérabilité psychologique).